# Batalha de Ondurmã

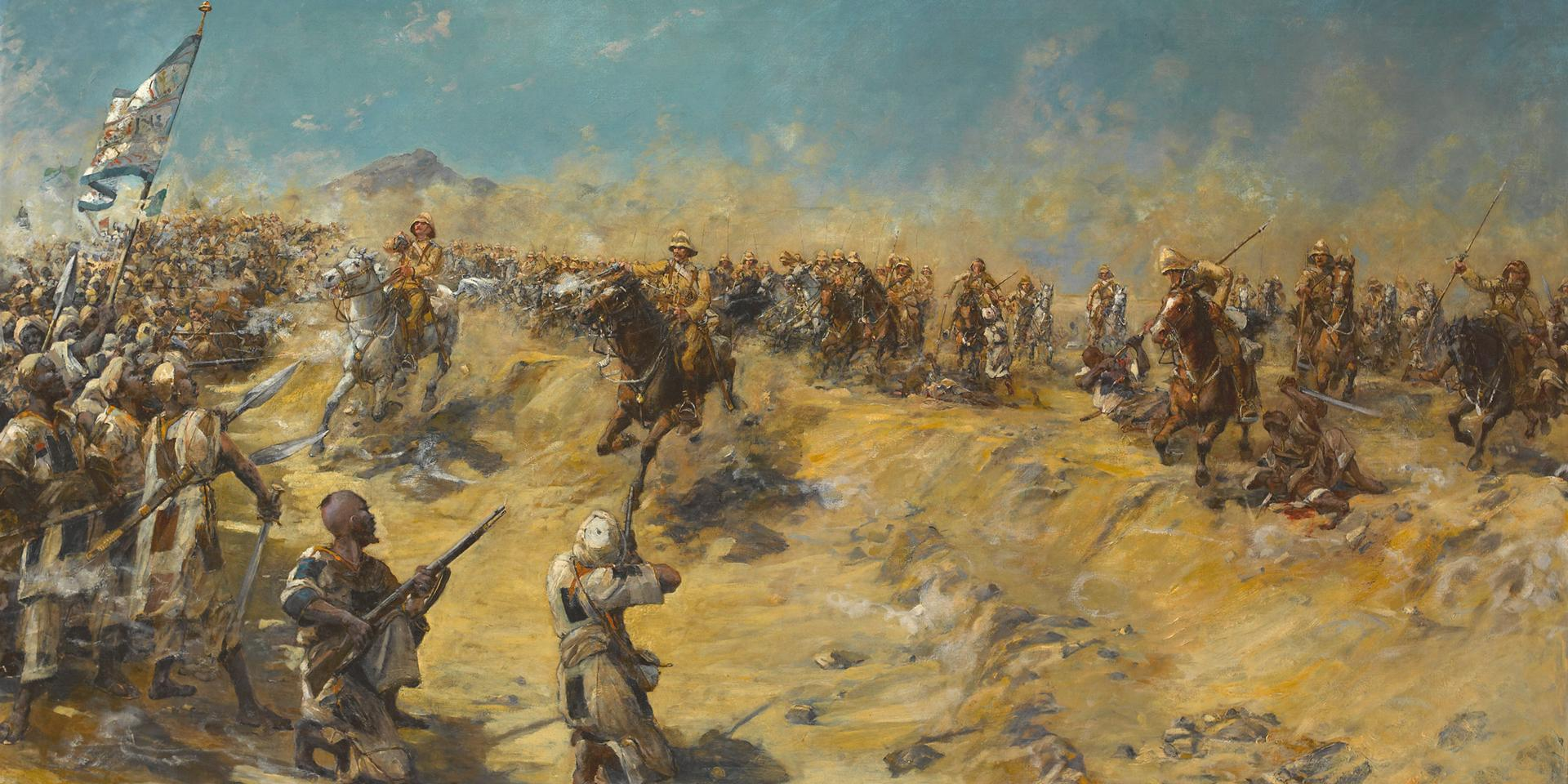
A carga do 21º Lanceiros por Edward Matthew Hale

A Batalha de Ondurmã ou Batalha de Omdurman foi travada durante a conquista anglo-egípcia do Sudão entre uma força expedicionária anglo-egípcia comandada pelo comandante-em-chefe britânico major-general Horatio Herbert Kitchener e um exército sudanês do Estado Islâmico Mahdista, liderado por Abdullah al-Taashi, o sucessor do autoproclamado Mahdi, Muhammad Ahmad. A batalha ocorreu em 2 de setembro de 1898, em Kerreri, 11 quilômetros ao norte de Omdurman, no Sudão.
Após o estabelecimento do Estado Islâmico Mahdista no Sudão, e a subsequente ameaça ao status quo regional e ao Egito ocupado pelos britânicos, o governo britânico decidiu enviar uma força expedicionária com a tarefa de derrubar o Khalifa. O comandante da força, Sir Herbert Kitchener, também buscava vingança pela morte do General Gordon, morto quando um exército mahdista havia capturado Cartum treze anos antes. Na manhã de 2 de setembro, cerca de 35 000 a 50 000 membros da tribo sudanesa sob Abdullah atacaram as linhas britânicas em uma desastrosa série de acusações; mais tarde naquela manhã, o 21º Lanceiros atacou e derrotou outra força que apareceu no flanco direito britânico. Entre os presentes estava o soldado e repórter de 23 anos Winston Churchill, bem como o jovem capitão Douglas Haig.
A vitória da força anglo-egípcia foi uma demonstração da superioridade de um exército altamente disciplinado, equipado com fuzis modernos, metralhadoras e artilharia sobre uma força com o dobro do seu tamanho armada com armas mais antigas, e marcou o sucesso dos esforços britânicos para recuperar o poder. conquistar o Sudão. Após a Batalha de Umm Diwaykarat um ano depois, as forças mahdistas restantes foram derrotadas e o Sudão Anglo-Egípcio foi estabelecido.